# Peter van Ooijen
Peter van Ooijen (Rosmalen, 16 febbraio 1992) è un calciatore olandese, centrocampista del Wezel Sport.

## Carriera

### Club
Nella stagione 2012-2013 ha segnato 2 reti in 3 presenze in UEFA Europa League e giocato 3 partite senza segnare in Coppa d'Olanda. Il 2 novembre 2013 ha esordito in Eredivisie, entrando in campo al 19º minuto della partita pareggiata per 1-1 in casa contro il PEC Zwolle. Nell'estate del 2014 è passato al Go Ahead Eagles, club di Eredivisie; qui ha giocato complessivamente 15 partite di campionato, senza mai segnare. Successivamente nell'estate del 2015 è passato all'Heracles Almelo.

### Nazionale
Tra il 2012 ed il 2014 ha giocato cinque partite amichevoli con l'Under-20.

## Palmarès

### Club

#### Competizioni nazionali
- Eerste Divisie: 1

Emmen: 2021-2022